# Casa dels Cavallers Cardona
La casa dels Cavallers Cardona és un edifici de Batea (Terra Alta) inclòs a l'Inventari del Patrimoni Arquitectònic de Catalunya.

## Descripció
És un habitatge medieval que ha vist molt variada la seva fesomia, ja que originàriament tenia tres plantes i una façana contínua i avui està repartida en tres propietats, que han intervingut a la façana de formes diferents, variant les obertures a la planta baixa i a la primera també. S'ha trencat el tram central de la galeria correguda del pis superior per guanyar una planta. Els interiors també s'han actualitzat.
Malgrat tot, es veu una mena de construcció molt comuna a la Terra Alta que dona unes façanes amb planta baixa de portes apuntades o de mig punt -moltes cegades-, un primer pis amb finestres que més aviat són balcons i, finalment, una cornisa que separa la planta superior -que normalment té una galeria correguda- de les finestres de mig punt i un ràfec de pedra. Una manera d'endreçar la façana molt definida. Té una estructura molt semblant a la casa dels delmes, a la comanda d'Horta, la dels Purroy a Gandesa o la de Damià Oriol a Vilalba.

## Història
Aquesta casa va pertànyer als cavallers Cardona. Alguns dels membres d'aquesta família estan enterrats a l'església de Sant Miquel de Batea.